# Chimhucum
Chimhucum är en ort i Mexiko.   Den ligger i kommunen Mitontic och delstaten Chiapas, i den sydöstra delen av landet, 800 km öster om huvudstaden Mexico City. Chimhucum ligger 1 776 meter över havet och antalet invånare är 1 143.
Terrängen runt Chimhucum är bergig. Runt Chimhucum är det tätbefolkat, med 319 invånare per kvadratkilometer. Närmaste större samhälle är Cancuc, 5,9 km nordost om Chimhucum. I omgivningarna runt Chimhucum växer i huvudsak städsegrön lövskog.